# Neptunus och Amfitrite
Neptunus och Amfitrite (Neptun och Amphitrite) är en opera och balett i en akt med libretto av Gudmund Jöran Adlerbeth efter Pierre Laujon och musiken är delvis komponerad av Henrik Filip Johnsen. Koreografin till baletten gjordes av Louis Gallodier. Operan uruppfördes 24 april 1775 på Stora Bollhuset i Stockholm. Vid samma tillfälle framfördes också operabaletten Æglé.

## Roller
| Roller    | Stämma | Premiärbesättning den 24 april 1775 (Dirigent: - ) |
| --------- | ------ | -------------------------------------------------- |
| Neptunus  |        | Johan Filip Lising                                 |
| Amfitrite |        | Lovisa Augusti                                     |
| Aglaure   |        | Hedvig Falk                                        |